# Emma La Grua
Emma La Grua, de vegades també Lagrua (Palerm, 1831 - després de 1865) fou una soprano italiana.
Va començar la carrera com a soprano de coloratura als vint anys, i en deu anys va adquirir una reputació unànimement reconeguda. El 1850 va formar part de la companyia d'òpera de la cort de Dresden, moment en què Giacomo Meyerbeer la va sentir en una festa privada cantar el romanç d'Alice de Robert le diable7e, amb una bella veu de soprano completa i li va dir que seria un excel·lent soprano dramàtica. En una carta datada el 30 de maig de 1852, Meyerbeer va escriure sobre ella: "La Sra Lagrua va obtenir a Dresden èxits en els rols de Sant Valentine i Alice. El 1852, va crear el paper d'Irene a Le Juif errant de Jacques Fromental Halévy de l'Òpera de París.
El 1857, va cantar a Buenos Aires per l'obertura del primer Teatre Colón Va cantar a Itàlia, Amèrica del Sud, París, Barcelona, Viena, on un periodista la declarà "la millor actriu d'Europa", i mentre actuava amb la companyia del Teatre Imperial, en el moment en què Giuseppe Verdi es trobava a Sant Petersburg el desembre de 1861 per a la creació de La forza del destino, en què ella havia de cantar el paper de Leonora. Es va posar malalta, i en no poder assegurar l'estrena de l'òpera per cap altra cantant, es va haver de posposar. El paper finalment va ser creat per Caroline Barbot en la següent temporada.
La data de la seva mort no està ben documentada. Només una nota en l'edició de la correspondència de Meyrerbeer diu que s'hauria produït després de 1865.